# サパーンスーン区
サパーンスーン区（サパーンスーンく、タイ語: เขตสะพานสูง）は、タイ王国バンコク都の行政区の一つ。
この行政区は、時計回りに、カンナーヤーオ区、ミンブリー区、ラートクラバン区、プラウェート区、スワンルワン区、バーンカピ区、ブンクム区の7つの行政区に接している。

## 歴史
1997年10月14日にブンクム区から分離し、1998年11月21日にカンナーヤーオ区とともに新しい区となった。